# 小行星4844
小行星4844（英語：4844 Matsuyama）是一颗围绕太阳公转的小行星。1991年1月23日，上田清二、金田宏在钏路市发现了此天体。
这颗小行星的绝对星等为355.3538204237438等。